# 阿比加塔-沙拉國家公園
阿比加塔─沙拉國家公園是埃塞俄比亞的國家公園之一，位於奧羅米亞州，處於阿迪斯阿貝巴以南200公里，佔地887平方公里，涵蓋阿比加塔湖和沙拉湖，海拔高度1,540至2,075米。

## 外部連結
- World Database on Protected Areas factsheet on Abijatta-Shalla National Park